# Botocudo diluticornis
Botocudo diluticornis är en insektsart som först beskrevs av Carl Stål 1858.  Botocudo diluticornis ingår i släktet Botocudo och familjen Rhyparochromidae. Inga underarter finns listade i Catalogue of Life.